# Attie Beukes
Attie Beukes (* 9. August 1951 in Südwestafrika; † 17. Mai 2021 in Windhoek) war ein namibischer Politiker der Workers Revolutionary Party (WRP; zwischen 2009 und 2014 Communist Party of Namibia, CP). Er war ein Enkel von Samuel Beukes, der im Kolonialkrieg gegen die Schutztruppe für Deutsch-Südwestafrika gekämpft hatte.
Beukes gründete die WRP im Mai 1989. Er war ihr Vorsitzender und war als solcher Kandidat bei der Präsidentschaftswahl in Namibia 2009, wo er 0,12 Prozent der Stimmen gewann.
Beukes war verheiratet und hatte fünf Töchter.